# Zeesse
Zeesse is een van de oude buurtschappen in de gemeente Ommen in de Nederlandse provincie Overijssel en ligt op ongeveer 23 kilometer ten oosten van Zwolle. De buurtschap is gelegen aan de zuidkant van de Vecht, en grenst in het westen aan de stad Ommen. Zeesse is vrij klein en bestaat uit enkele fraaie Saksische boerderijen langs de weg naar Beerze.
De bebouwing van de huidige stadskern van Ommen ten zuiden van de Vecht, de Voorbrug en omgeving, behoorde tot 1923 tot de gemeente Ambt Ommen en werd tot Zeesse gerekend.
De buurtschap telde in 2015 nog slechts 10 inwoners.